# テノ. ホールディングス
株式会社テノ. ホールディングス（テノホールディングス、英: teno. Holdings Co., Ltd.）は、福岡県福岡市博多区に本社を置く日本の株式会社である。

## 概要
グループ会社のテノ. コーポレーションが、ほっぺるランドの名称で、首都圏を中心に保育所37施設（2015年（平成27年）12月1日現在）を運営している。（うち認可保育園15施設、東京都認証保育園10施設、認可外保育施設5施設、小規模保育所5施設）
グループ会社のテノ．サポートが、事業所内保育所70施設のほか、学童クラブ55施設、放課後等の遊び場づくり事業23施設を運営。

## 沿革
- 1999年（平成11年）7月5日 - 池内比呂子が有限会社ドゥイットを設立。
- 2001年（平成13年）4月1日 - 自社運営キッズルーム六本松を開設。
- 2002年（平成14年）8月31日 - 株式会社グレース福岡として組織変更。
- 2002年（平成14年）10月1日 -　北九州支店開設。
- 2003年（平成15年）8月17日  - 本社移転（福岡市博多区中呉服町）。
- 2005年（平成17年）9月1日 -　 株式会社テノ．コーポレーションに社名を変更。
- 2005年（平成17年）10月1日 -　テノ．スクールを開校。
- 2006年（平成18年）4月1日 -　沖縄支店開設。
- 2009年（平成21年）8月1日 -　東京本部開設。
- 2010年（平成22年）4月1日 -　九州初株式会社による認可保育所を開設。
- 2010年（平成22年）4月1日 -　東京都認証保育所を開園。
- 2010年（平成22年）4月1日 -　神奈川県認定保育所を開園。
- 2011年（平成23年）7月1日 -　本社移転（福岡市博多区上呉服町）。
- 2012年（平成24年）10月22日 -　東京本部移転（港区赤坂）。
- 2013年（平成25年）4月1日 -　東京都認可保育所を開設。
- 2013年（平成25年）4月1日 -　横浜市認可保育所を開設。
- 2015年（平成27年）4月1日 -　大阪市認可保育所を開設。
- 2015年（平成27年）4月1日 -　福岡市小規模認可保育所を開設。
- 2015年（平成27年）12月25日 -　純粋持株会社「株式会社テノ. ホールディングス」を設立。
- 2016年（平成28年）2月18日 -　吸収分割により株式会社テノ. サポートを設立。
- 2016年（平成28年）2月18日 -　沖縄市小規模認可保育所を開設。
- 2018年（平成30年）9月18日 - 東京証券取引所と福岡証券取引所から「コーポレート・ガバナンス及び内部管理体制の有効性」を新たに確認する事項が生じたため、9月20日に予定していた東京証券取引所マザーズ市場並びに福岡証券取引所Q-Board市場への上場承認取消を受ける[2][3][4][5]。
- 2018年（平成30年）12月21日 - 東京証券取引所マザーズ市場並びに福岡証券取引所Q-Board市場へ上場[6]。
- 2020年（令和2年）11月12日 - 東京証券取引所1部並びに福岡証券取引所本則市場へ市場変更[7]。
- 2023年（令和5年）10月20日 - 東京証券取引所における市場区分をスタンダード市場へ変更。

## 事業所
- 本社 - 福岡市博多区上呉服町10-10-31 呉服町ビジネスセンター5F
- 東京本部 - 東京都中央区日本橋本町1-9-13 日本橋本町一丁目ビル 2階
- 沖縄支店 - 沖縄県那覇市松尾1-19-1 9F
- 北九州支店 - 福岡県北九州市戸畑区汐井町1-6 3F

## グループ会社
- 株式会社テノ. サポート
- 株式会社テノ. コーポレーション